# Toxicocalamus misimae
Toxicocalamus misimae — вид отруйних змій родини аспідових (Elapidae). Ендемік Папуа Нової Гвінеї.

## Поширення й екологія
Toxicocalamus misimae є ендеміками острова Місіма в архіпелазі Луїзіада. Вони живуть в тропічних лісах, на висоті від 100 до 350 м над рівнем моря. Ведуть денний, напівриючий спосіб життя. Живляться черв'яками. Відкладають яйця.